# Крупномасштабная структура пространства-времени
«Крупномасшта́бная структу́ра простра́нства-вре́мени» (англ. The Large Scale Structure of Space-Time) — книга о теоретической физике пространства-времени, написанная Стивеном Хокингом и Джорджем Эллисом. Впервые опубликована в 1973 году издательством Кембриджского университета.
В этой книге объёмом в 384 страницы Хокинг и Эллис пытаются описать сущность пространства как целого, а также раскрыть природу бесконечного расширения Вселенной и образования чёрных дыр. Авторы используют дифференциальную геометрию для изучения следствий общей теории относительности Эйнштейна, однако полученные результаты справедливы также и в других метрических теориях гравитации, в которых гравитационное взаимодействие имеет всегда притягивающий характер. Глобальные методы исследования пространства-времени, систематически изложенные в монографии, используются для изучения сингулярностей и дефектов пространства-времени, в частности для получения теорем о сингулярностях.
Хокинг писал эту книгу, будучи постдоком в Кембриджском университете, основываясь на своём эссе 1966 года «Сингулярности и геометрия пространства-времени» (англ. Singularities and the Geometry of Spacetime), отмеченном премией Адамса. В более поздней «Краткой истории времени» 1988 года он описывает книгу Крупномасштабная структура пространства-времени как «крайне техничную» и непонятную для рядового читателя, даже с научной подготовкой.
В наше время эта книга считается классической книгой по общей теории относительности, а также выдающейся монографией математического направления описания лоренцевой геометрии в целом. Она была переиздана множество раз. В 1977 году был издан русский перевод книги, перепечатанный также в 1998 издательством ИО НФМИ в серии «Шедевры мировой физико-математической литературы».